# Lac Matka
Le lac de Matka (macédonien : Езеро Матка) est un lac artificiel du nord de la Macédoine du Nord. Il est situé près du village de Matka, dans la municipalité de Saraï qui fait partie de la ville de Skopje, capitale du pays. Situé à 15 kilomètres du centre-ville, le lac est une destination touristique populaire, réputée pour son pittoresque et son patrimoine naturel et historique. On peut notamment y pratiquer la nage, le canoë et le kayak ainsi qu'y pêcher.
Le lac de Matka, qui couvre environ 5 000 hectares, se trouve au fond du canyon éponyme, et il est alimenté par la rivière Treska.

## Géographie
Le lac a été créé en 1937 à la suite de la construction du barrage Saint-André sur la Treska, qui rejoint ensuite le fleuve Vardar à Skopje. L'eau ainsi contenue a en partie rempli le long canyon Matka.
Ce canyon compte dix grottes ; la plus petite fait 20 mètres de profondeur, et la plus vaste, 176 mètres. Parmi ces grottes se trouve celle de Vrelo, réputée pour ses stalactites et ses deux lacs intérieurs. Le plus petit fait 8 mètres de large et 15 mètres de profondeur, le plus grand mesure 35 mètres de large et a une profondeur maximale de 18 mètres. La profondeur exacte de la grotte en elle-même est inconnue et elle pourrait probablement être la grotte inondée la plus profonde du monde. Le canyon est également troué par deux fosses, qui font toutes les deux environ 35 mètres de profondeur.

## Biologie
Le lac et son canyon sont le refuge de nombreuses espèces végétales et animales, certaines étant endémiques, comme 77 espèces de papillons et environ 20 % des plantes. Les grottes sont quant à elles d'importants refuges de chauves-souris.

## Monastères
Les environs du lac comptent plusieurs édifices religieux anciens. Le monastère Saint-André de Matka, situé dans une gorge de la Treska, fut fondé en 1389 par Andrijaš, fils du roi Vukašin.
Le monastère de Matka, ou monastère de la Sainte-Mère-de-Dieu, lui aussi construit au XIVe siècle, fut probablement restauré et agrandi vers 1497.
Le monastère Saint-Nicolas est perché sur une falaise et surplombe le monastère Saint-André. Sa date de construction est inconnue, mais il fut mentionné pour la première fois au XVIIe siècle. De cette époque datent l'iconostase et les fresques du côté occidental. Abandonné au XVIIIe siècle, il fut ranimé par un moine en 1816 avant d'être à nouveau déserté en 1897.

## Galerie

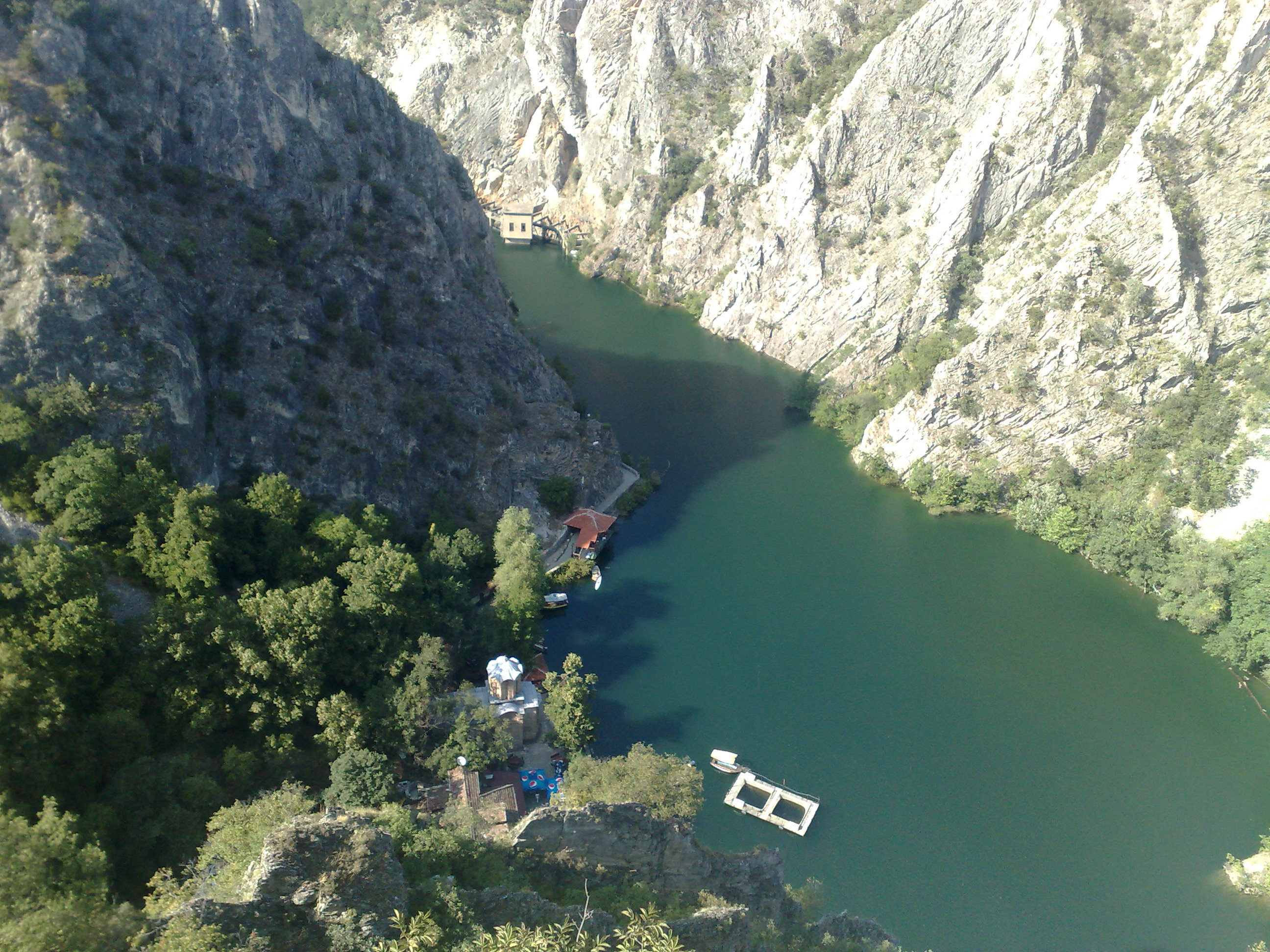
Le lac vu depuis le sommet du canyon
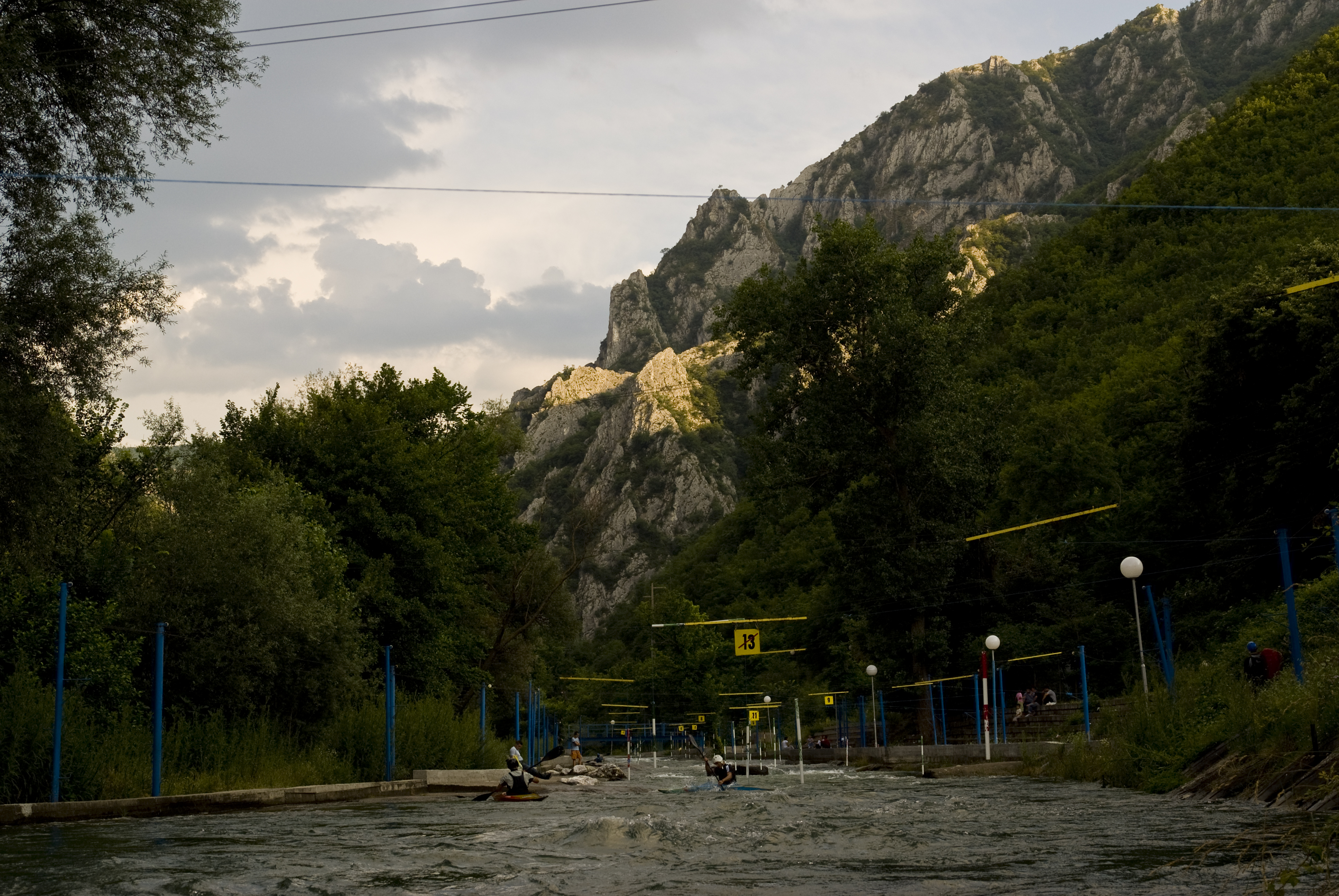
Kayaks
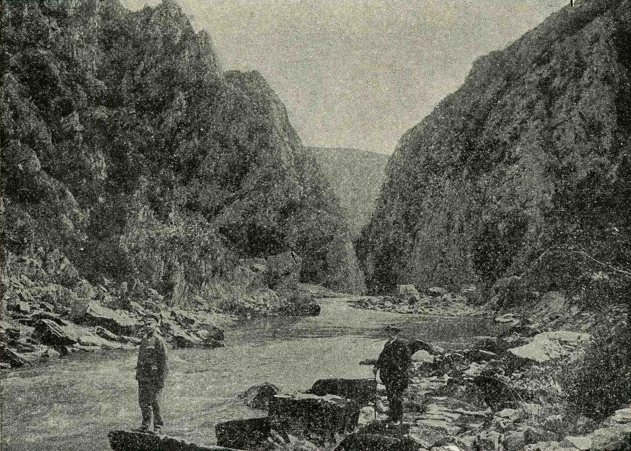
Le canyon en 1919, avant la construction du barrage
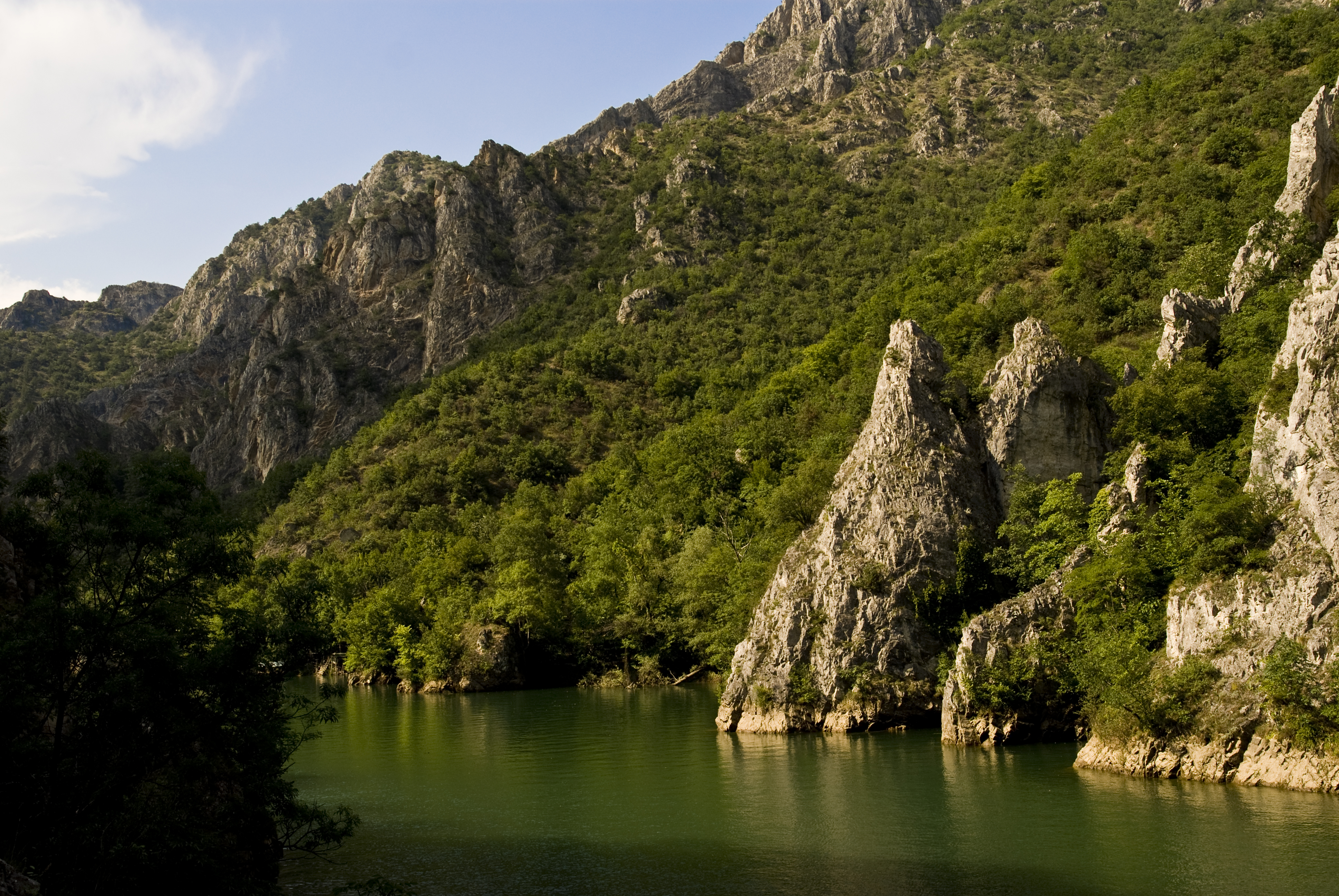
Le lac
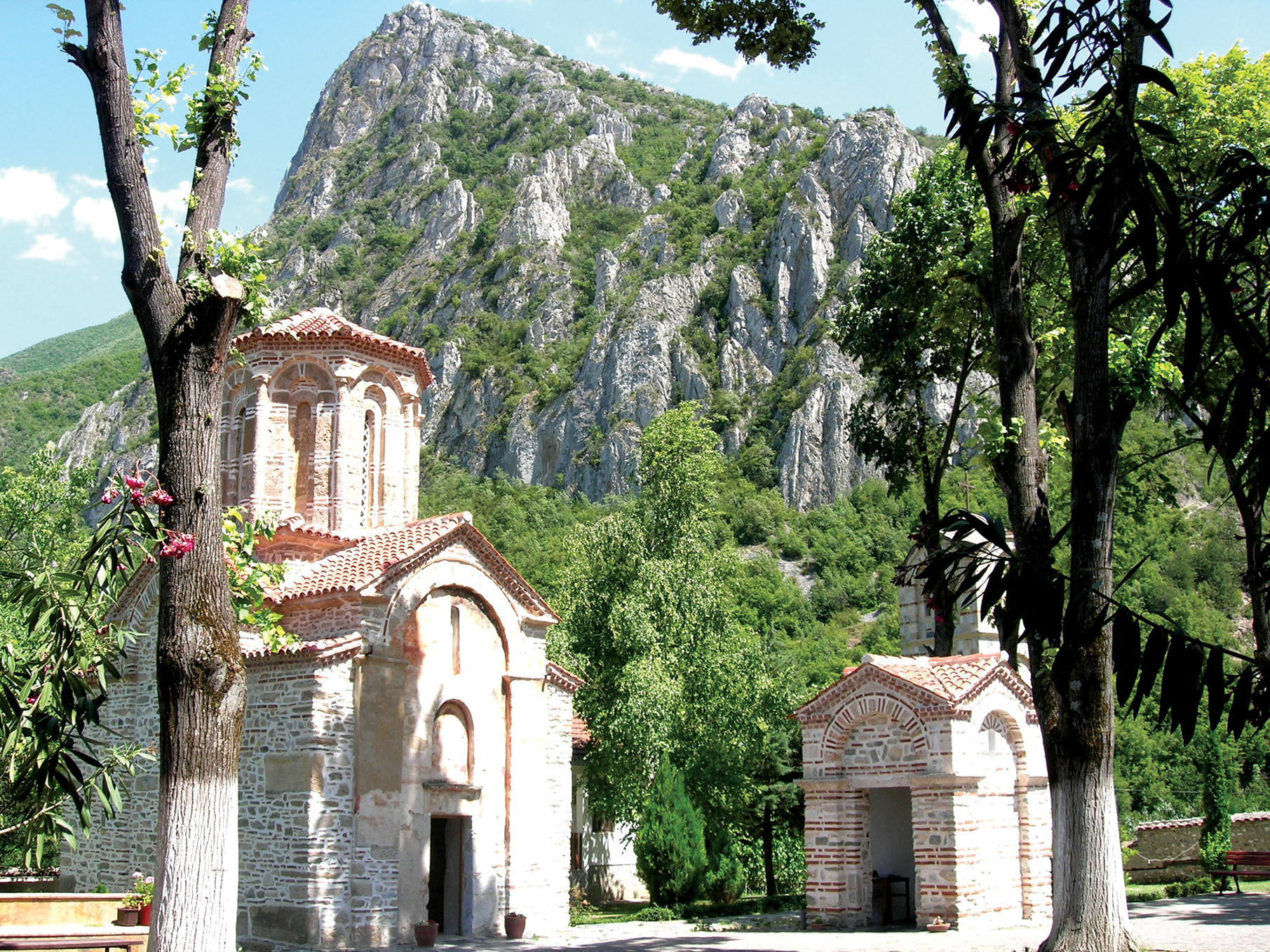
Le monastère de Matka
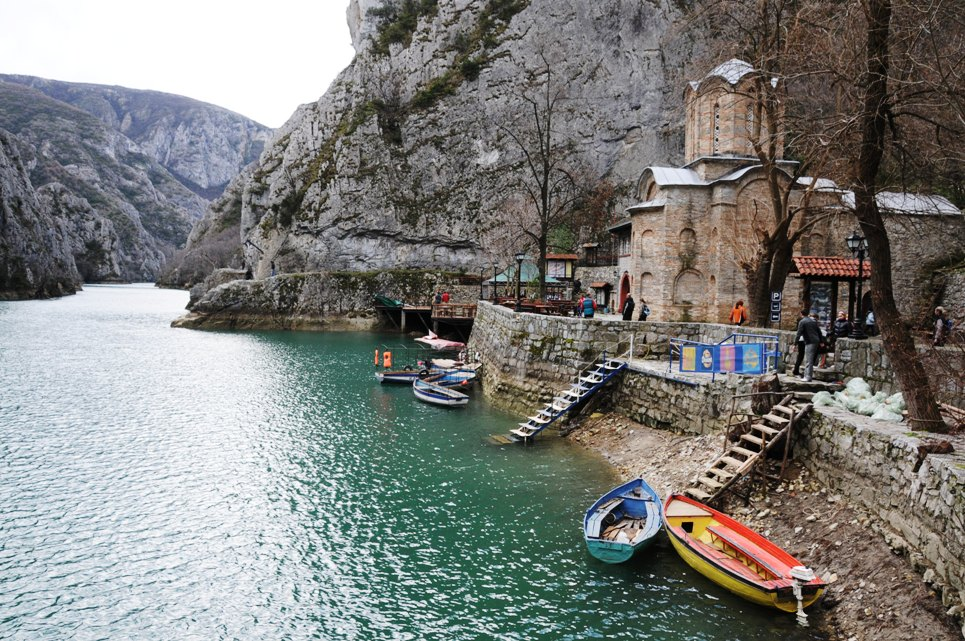
Le monastère Saint-André
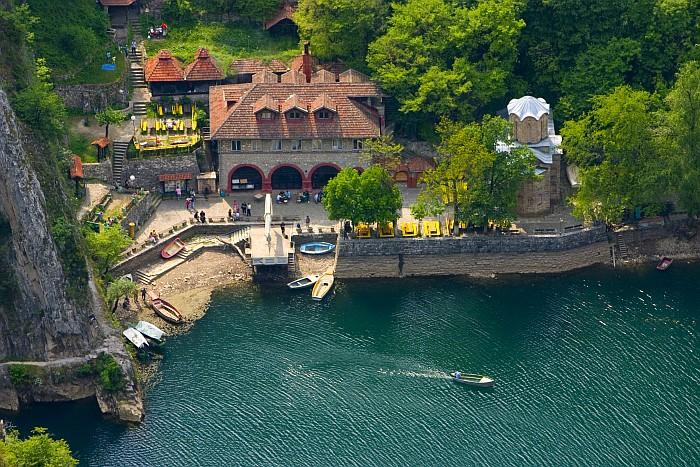
Le monastère Saint-André